# Iunit
| O28 | Z1 | M17 | M17 | X1 · H8 | I12 |

| O28 | Z1 | M17 | M17 | X1 · H8 | I12 |

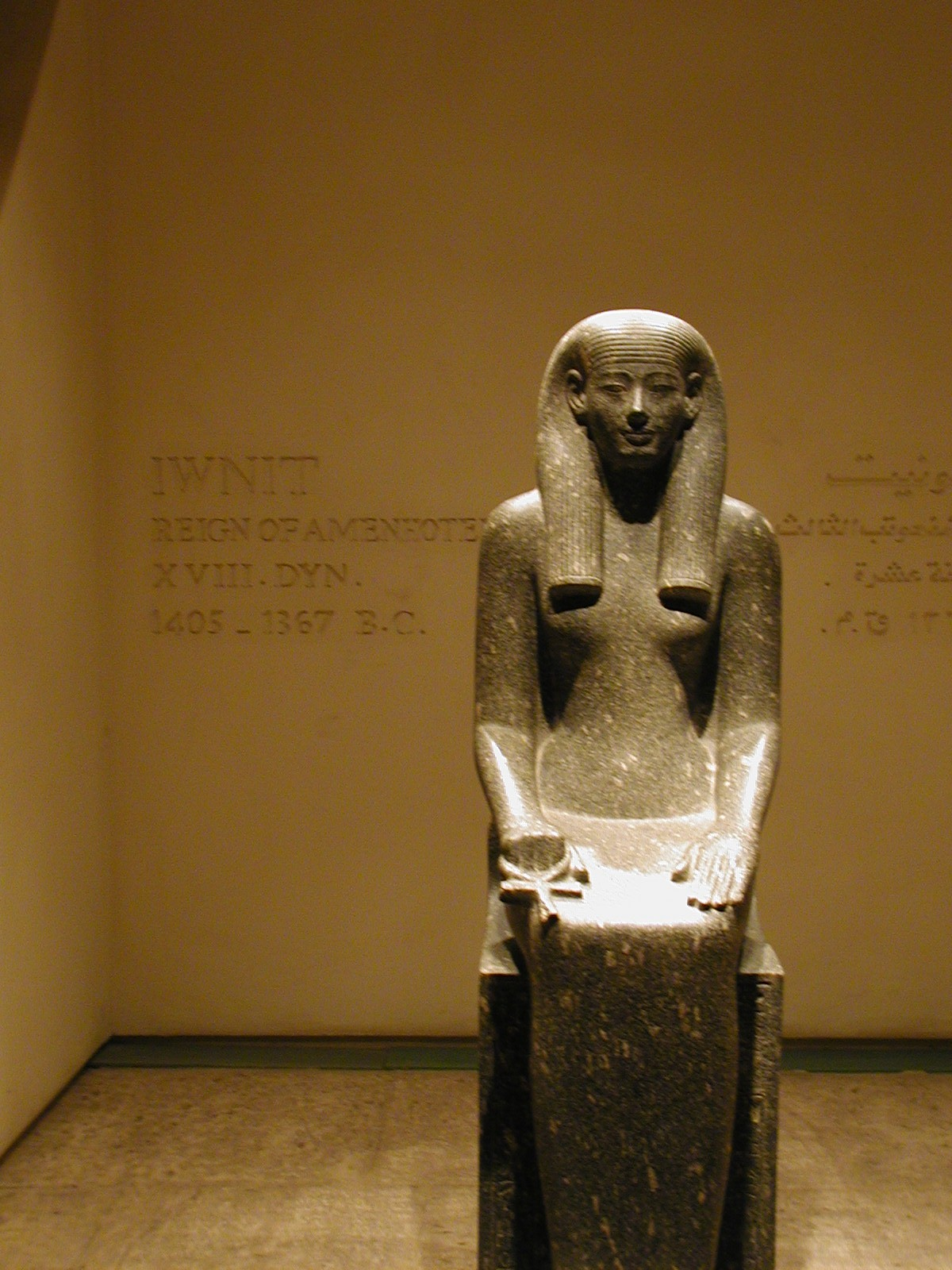
Estatua de granito de Iunit. Museo de Luxor.

Iunit, a veces Anit, fue una diosa menor en la  religión del Antiguo Egipto, cuyo nombre significa "La de Armant".
Es la esposa del dios solar y guerrero Montu por lo que se la suele representar a su lado acompañada de otra diosa, Rattaui (o Tyenenet).
En Dendera, Iunit fue asimilada a la diosa Isis. Durante el reinado de Hatshepsut, Iunit formó parte de la Enéada tebana.